# منطقة رامنكي
منطقة رامنكي (بالروسية: Муниципальный округ Раменки) هي إحدى مناطق موسكو، تقع في الحي الإداري غرب المدينة.
تبلغ مساحة المقاطعة 18.76 كيلومتر مربع (7.24 ميل مربع).وعدد سكانها: 126000 (تقديرات عام 2017).

## تاريخ
تشكلت المنطقة الحديثة في عام 1997 من خلال دمج منطقة ريمينكي ومنطقة موسفيلموفسكي. تقع بالمنطقة أكبر جامعة في روسيا: جامعة موسكو الحكومية، وكذلك الأكاديمية الروسية للتجارة الأجنبية واستوديو أفلام موسفيلم.